# Canhão naval EOC calibre 45 de 12 polegadas
O canhão naval EOC calibre 45 de 12 polegadas (305 mm) foi uma série de canhões navais de 12 polegadas com alma de arame projetados e fabricados pela Elswick Ordnance Company para equipar navios que a empresa matriz Armstrong Whitworth construiu e/ou armou para diversas nações antes da Primeira Guerra Mundial.

## Histórico

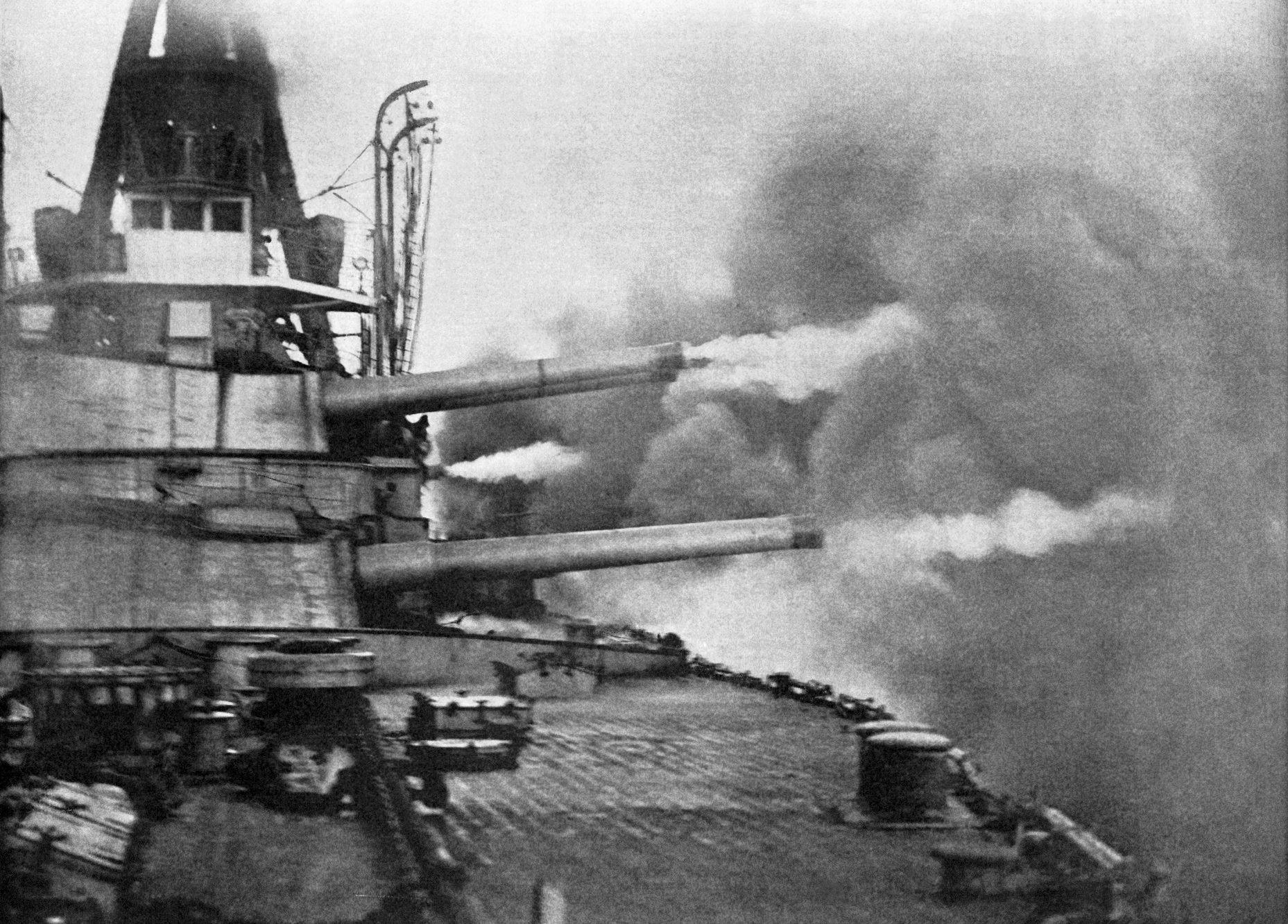
Canhões do encouraçado brasileiro Minas Geraes disparando

### Brasil
A Elswick forneceu seus canhões de 12 polegadas com calibre 45 para os encouraçados da classe Minas Geraes, que foram concluídos pela própria Elswick e pela Vickers em 1910 para o Brasil.

### Reino Unido
Quando a Primeira Guerra Mundial começou, a Elswick estava finalizando o encouraçado Sultân Osmân-ı Evvel para o Império Otomano, originalmente iniciado como Rio de Janeiro para o Brasil. Ele foi equipado com 14 unidades de uma versão ligeiramente mais recente dos canhões de 12 polegadas com calibre 45 da Elswick. O encouraçado foi concluído como o HMS Agincourt e serviu na Marinha Real durante a Primeira Guerra Mundial, com seus canhões designados como BL 12 polegadas Mk XIII. O desempenho desses canhões foi semelhante ao do canhão equivalente padrão da Marinha Real, o BL 12 polegadas Mk X projetado pela Vickers.

### Japão
A Elswick forneceu seus canhões de 12 polegadas com calibre 45 para a Marinha Imperial Japonesa, e eles também foram fabricados sob licença no Japão. No serviço japonês a partir de 1908, eles foram chamados de 12"/45 Tipo 41 do 41.º Ano e, posteriormente, após a métrica da marinha em 1917, de 30 cm/45 Tipo 41 do 41.º Ano. Eles equiparam as seguintes classes de navios:
- Encouraçados da classe Katori comissionados em 1906.
- cruzadores blindados da classe Ibuki comissionados em 1907 e 1911.
- Cruzadores blindados da classe Tsukuba comissionados em 1908.
- Encouraçado Mikasa após ser rearmado em 1908.
- Encouraçados da classe Satsuma comissionados em 1910 e 1912.
- Encouraçados da classe Kawachi comissionados em 1912.